# Vyšná Myšľa
Vyšná Myšľa es un municipio del distrito de Košice-okolie en la región de Košice, Eslovaquia, con una población estimada a final del año 2024 de 999 habitantes.
Se encuentra ubicado en el centro de la región, en la cuenca hidrográfica del río Sajó (afluente derecho del Tisza) y cerca de la frontera con la región de Prešov y con Hungría.

## Demografía
| Año        | 1994 | 2004    | 2014    | 2024    |
| ---------- | ---- | ------- | ------- | ------- |
| Población  | 840  | 888     | 971     | 999     |
| Diferencia |      | +5,71 % | +9,34 % | +2,88 % |

| Año        | 2023 | 2024 |
| ---------- | ---- | ---- |
| Población  | 999  | 999  |
| Diferencia |      | +0 % |